# Радянська армія

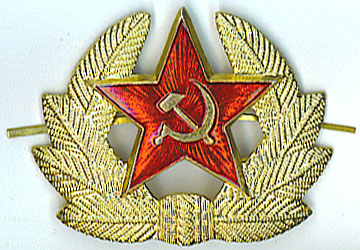
Кокарда солдатів та сержантів Радянської Армії

Радянська армія (рос. Советская армия) — усі види колишніх Збройних сил СРСР, у тому числі і Військово-морського флоту СРСР. Як офіційна назва термін «Радянська армія» використовувався у проміжку з 25 лютого 1946 по 25 грудня 1991 року, до того Збройні сили СРСР носили назву Червона армія.

## Історія

### Робітничо-Селянська Червона Армія (1918–1945)
Після приходу до влади у жовтні 1917 року, більшовики бачили майбутню армію створювану для захисту Республіки, такою, яка буде формуватися строго на добровільних принципах, без примусової мобілізації, з виборністю командирів знизу і обговоренням солдатами наказів, які їм віддають. Це на думку більшовиків, повинне було забезпечити створення сильної, морально стійкої, істинно народної армії. І дійсно, спочатку нові формування показали себе більше надійними, чим армія старої Росії, що розпадалася виснажена веденням чотирирічної війни. Проте, коли Громадянська війна в Росії стала реальністю, більшовики усвідомили необхідність заміни тимчасових загонів Червоної гвардії постійними регулярними військовими формуваннями.
Декретом від 28 січня 1918 року Рада народних комісарів Росії заснувала Червону Армію на базі червоногвардійців. У лютому 1918 року Раднарком видає декрет «Про обов'язкове навчання військовому мистецтву».
Офіційний день заснування Червоної Армії 23 лютого 1918 — став день першого масового набору в Червону Армію у Петрограді і Москві, і день першої битви з окупаційними військами кайзерівської Німеччини. У радянський період день 23 лютого подавався як «день першої перемоги Червоної Армії над німецькими військами під Нарвою», що насправді суперечило дійсності і сьогодні цю брехню розвінчано.
Спроби заснувати РСЧА на добровільних засадах під гаслом «Соціалістична Вітчизна у небезпеці!» виявилися безуспішними. Результатом став швидкий перехід до мобілізацій. У Червону Армію мобілізувалися члени партії і червоногвардійці. Забороняється розпуск або самовільний відхід бійців із загонів Червоної Гвардії. Ці загони оголошуються частинами РСЧА. З пізньої весни 1918 року забороняється ліквідація полків, що зберегли боєздатність, старої царської армії. Вони оголошуються частинами РСЧА. Так, фактично зберігаються лейб-гвардії Преображенський і Семеновський полки, полки латиських стрільців і ряд інших частин. Солдат, що йдуть із цих частин оголошують дезертирами Червоної Армії, ловлять і розстрілюють, а їхні сім'ї заарештовують.

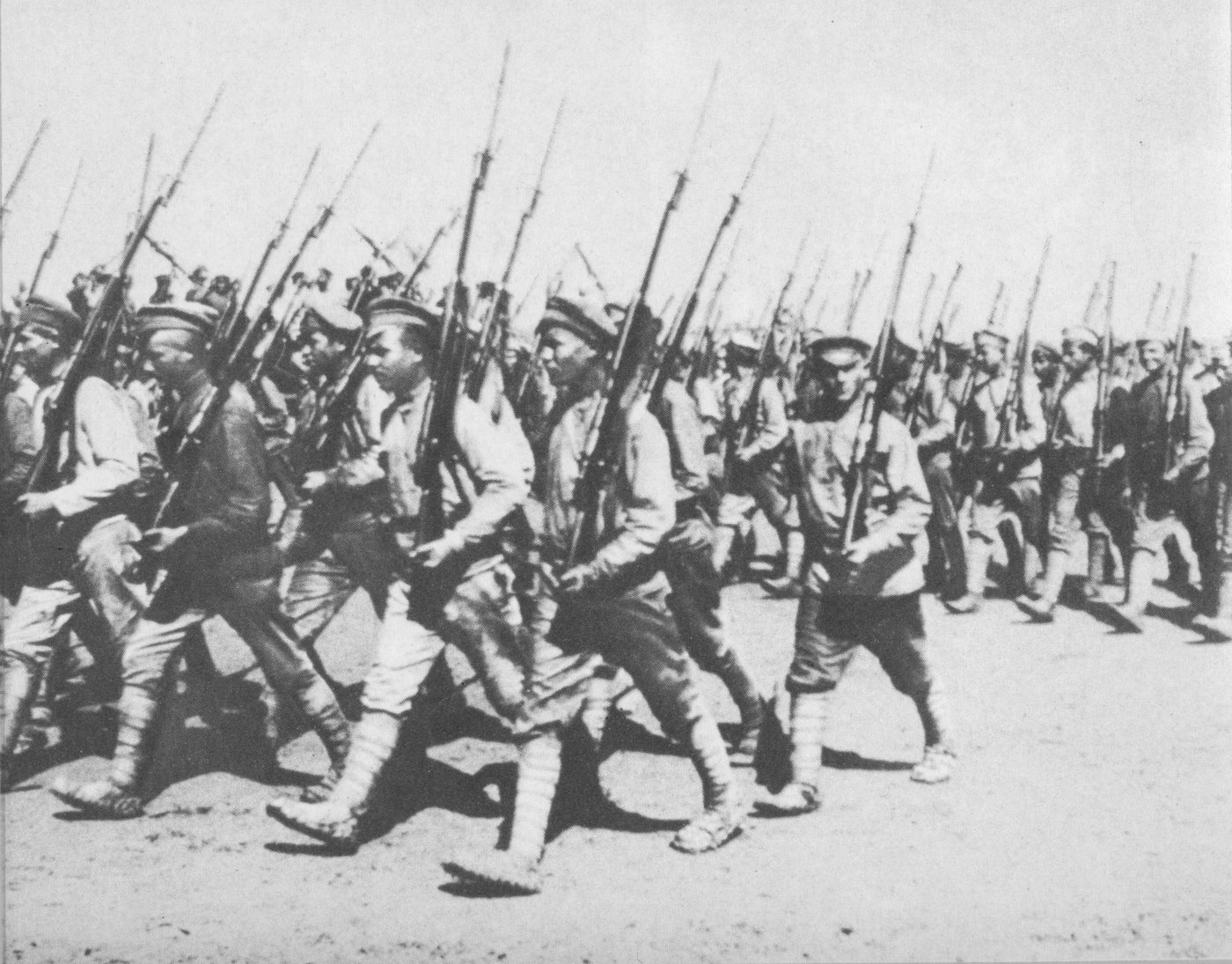
Парад Червоної армії у Харкові. 1921

29 травня 1918 року, через чотири дні після початку чехословацького заколоту, ВЦВК прийнявши постанову «Про примусовий набір в робітничо-селянську армію» розпочав обов'язковий набір на військову службу в РСЧА осіб у віці від 18 до 40 років і одночасно створюється мережа військових комісаріатів для виконання цього декрету. Система військкоматів виявилася настільки досконала, що існує й донині.
Такими заходами уряд Леніна стрімко переходив до примусового принципу комплектування армії. Важливими кроками більшовиків стала боротьба з «військовим анархізмом» перших місяців існування РСЧА. Потреба в ефективній військовій силі змусила їх піти на введення в армії обов'язковості виконання наказів командирів, відновлення розстрілів за дезертирство, і проведення масових мобілізацій, з тим, щоб забезпечити необхідну чисельність військ. Для контролю над лояльністю «воєнспеців» були засновані посади комісарів.
Під час Другої світової війни в Червоній армії було 16 — 19 млн вояків, в УРСР за радянськими даними — було мобілізовано 4,5 млн. Вся Червона армія, за радянськими даними, втратила у війні 7 млн людей вбитими, скільки з того числа українців — не відомо. Крім того, за західними підрахунками, Червона армія втратила 5,7 млн полонених, у тому числі в Україні — 1,3 млн.
Хоча СРСР був конституційно, союзом рівноправних і суверенних республік, його збройні сили творили єдину централізовану організацію. Передбачене законом 1. 2. 1944 року, створення окремих національних військових формацій, на ділі стосовно УРСР, не було здійснене. Передбачене конституціями СРСР і УРСР на підставі того ж закону, союзно-республіканське Міністерство Оборони УРСР, зовсім не діяло. Єдиним міністром оборони УРСР протягом кількох місяців 1945 року, був С. Ковпак. У 1940—50-х роках до Політбюро ЦК КПУ зазвичай належав командувач Київської військ. округи, але пізніше його замінив голова Комітету Державної Безпеки (КДБ); тепер він інколи брав участь у нарадах Ради Міністрів УРСР як представник Міністерства оборони СРСР.

### Радянська армія (1946–1991)
Незабаром після закінчення Другої світової війни зросла напруга між колишніми союзниками. За дату початку холодної війни зазвичай приймається Фултонська промова Черчілля 5 березня 1946. З тих пір в армії СРСР найбільш імовірними супротивниками вважалися США, Велика Британія та їх союзники.
По завершенню Другої світової, Червона Армія мала більше 500 стрілецьких дивізій і близько однієї десятої, складали танкові з'єднання. Досвід війни дав Радам таку віру в танкові війська, що з цього моменту кількість танкових дивізій практично не змінилася, в той час як військові сили піхоти скоротилися на дві третини. Танкові корпуси пізнього періоду війни було перетворено на танкові дивізії, з 1957 р. стрілецькі дивізії переформатовані на мотострілецькі дивізії.

### Розпад СРСР
Останній радянський лідер, Михайло Горбачов, дотримувався мети всебічного скорочення армії з економічних міркувань. У 1989 р. оголошено про відмову від втручання радянських військ, дислокованих в країнах Організації Варшавського договору, в місцеві політичні події. Цього ж року радянський Обмежений Контингент Військ виведений з Афганістану. У 1989–1990 роках, остаточно розвалився «соціалістичний табір» у Східній Європі, за яким пройшла хвиля антикомуністичних революцій. По виведенню радянських військ з Афганістану, владу в Соціалістичному Афганістані остаточно захопили моджахеди, проголосивши ісламську державу.

## Склад
- Ленінградський військовий округ
- Білоруський військовий округ
- Прибалтійський військовий округ
- Прикарпатський військовий округ
- Київський військовий округ
- Одеський військовий округ
- Московський військовий округ
- Північно-Кавказький військовий округ
- Закавказький військовий округ
- Туркестанський військовий округ
- Сибірський військовий округ
- Забайкальський військовий округ
- Далекосхідний військовий округ

- Середньоазіатський військовий округ розпущений у 1988 році, Приволзький та Уральський військові округи об'єднані у 1991 р.

В структурі збройних сил СРСР, радянська армія була лише одним з 5 окремих видів збройних сил: сухопутні війська, що були власне Радянською армією, ракетні війська стратегічного призначення ((рос. РВСН), створені 1962), війська протиповітряної оборони (рос. ВПВО), військово-повітряні сили (рос. BBC) та військово-морський флот (рос. ВМФ). Збройні сили підпорядковувалися Міністерству оборони СРСР.

### Керівництво
Головнокомандувачі радянськими сухопутними силами:
- Георгій Жуков, 1946
- Іван Конєв, 1946–1950
- Посади командувача сухопутними військами не було у 1950–1955 роках
- Іван Конєв, 1955–1956
- Родіон Малиновський, 1956–1957
- Андрій Гречко, 1957–1960
- Василь Чуйков, 1960–1964
- Посада командувача сухопутними військами не існувала в 1964-1967 роках
- Іван  Павловський, 1967–1980
- Василь Іванович Петров, 1980–1985
- Євген Іванівський, 1985–1989
- Валентин Варенников, 1989–1991

### Чисельність
За переписом 1959, у них нараховувалося 3 623 000 військовослужбовців, у тому числі на території УРСР — 801 000 (перепис 1970 таких даних не подає). За західними підрахунками, що визнаються радянською стороною під час міжнародних переговорів у справах роззброєння, збройні сили СРСР становили таку кількість (в млн):
- 1965 — 2,78,
- 1969 — 3,34,
- 1974 — 3,94.

За окремими видами збройних сил в Радянській армії було (станом на 1991) близько 2,5 млн військових, в РВСН — 350 000 і Військах ППО — 500 000, у ВПС — 370 000 і в ВМФ — 550 000, разом близько 4 210 000 вояків.

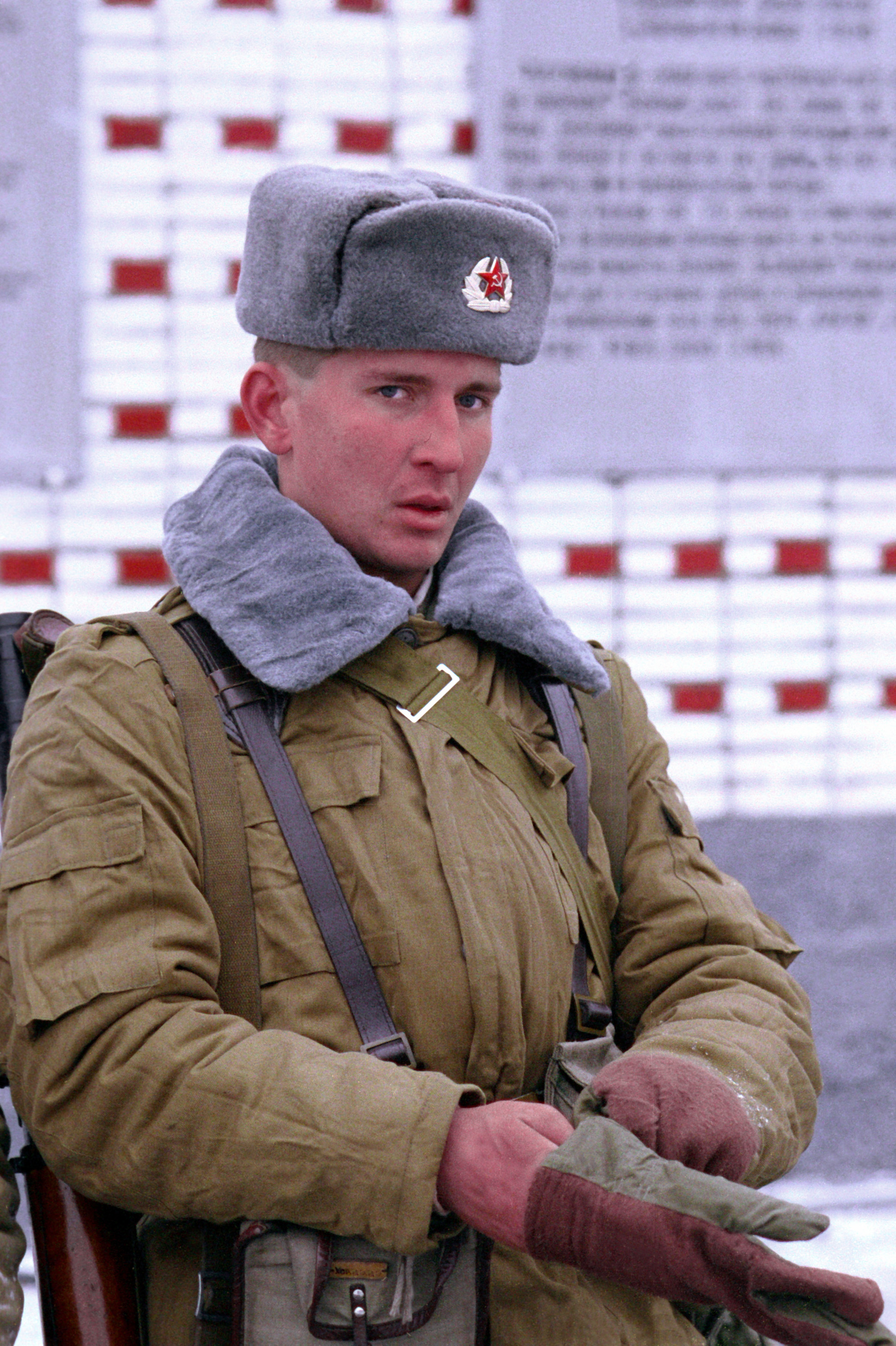
Солдат Радянської Армії

Крім того в прикордонній охороні, що підпорядкована Комітетові Державної Безпеки (КДБ), налічувалося близько 250 000 та у внутрішніх військах, що підпорядковувався Міністерству внутрішніх справ Радянського Союзу — близько 520 000 вояків.

### Воєнна доктрина
Воєнна доктрина Радянської Армії була визначена як оборонна. У радянських військових доктринах передбачався лише ядерний удар у відповідь.
Починаючи зі школи, на обов'язковому для всіх предметі викладання ПВП (початкова військова підготовка), всі громадяни СРСР навчалися стройовій підготовці, прийомам розвідки і захисту від ЗМУ (зброї масового ураження — ядерної та хімічної), ознайомленню зі структурою та видами Збройних Сил СРСР, поводженню зі стрілецькою зброєю, розбирання-збірка на час та чистка автомата Калашникова, ознайомленню з тактико-технічними характеристиками (ТТХ) стрілецької зброї, основ Цивільної Оборони. Для хлопчиків проводилися тридобові польові збори на базі найближчих військових частин з навчанням основним тактичним прийомам у бою, із заняттями з інженерної підготовки (обладнання одиночних окопів) і заняттями з вогневої підготовки (практичні стрільби по мішенях).
Однією з головних основ радянської військової доктрини була загальна військова повинність, що забезпечувала на випадок великомасштабної війни потужний мобілізаційний резерв.
Вважалася можливою і цілком імовірною Третя світова війна. Потенційними противниками вважалися армії США і країни НАТО. Союзниками в можливій війні вважалися армії країн Варшавського договору, а також, деякий час, армія КНР. Основними силами, важливими в потенційній Третій світовій війні вважалися Ракетні війська стратегічного призначення, Космічні війська, Стратегічна авіація, танкові частини та військово-морський флот.

## Озброєння

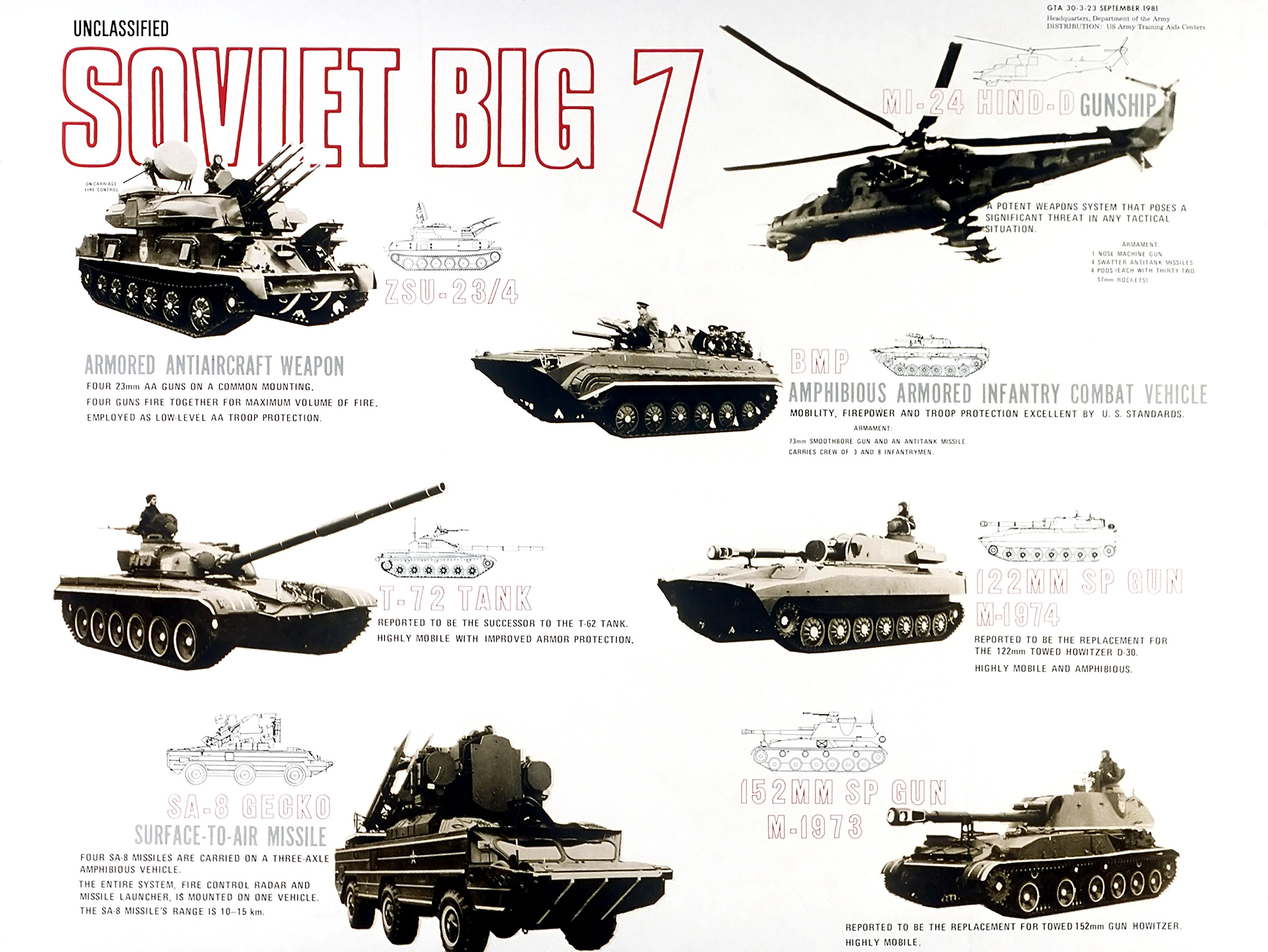
Оцінка США семи найважливіших елементів радянської бойової техніки в 1981

## Радянська армія в Україні
Радянські збройні сили були знаряддям русифікації народів СРСР (до складу якого, юридично, на правах союзної держави, до 1991 року входила одна з засновниць ООН, Україна): урядовою мовою Радянської армії, була винятково російська, призвані до війська військовозобов'язані відбували службу поза межами своїх республік. У війську зовсім були відсутні іншомовні культурні розваги, преса, бібліотеки; демобілізованих агітували поселятися й працювати на різних новобудовах, головним чином на сході СРСР. У політичному навчанні, серед вояків відверто поширювався російський шовінізм, плекалися традиції винятково російських «героїв» (Кутузов, Суворов, Рибалко, Тимошенко, Рокоссовський, Р. Малиновський, А. Єременко, К. Москаленко, І. Кожедуб, С. Руденко й В. Судець, ; адмірали Нахімов, Ушаков, кпр Маринеско та інші). До програми політичного вишколу належить також тема про «радянський народ». Серед офіцерства плекався кастовий дух супроти рядових вояків; матеріальні привілеї, майже тотожні з царською армією: військ. звання, ступені, уніформи, нашивки, ордени, прапори, назви гвардійських частин, дисциплінарний статут, почесті.
Наприкінці Другої світової війни і по її звершенню, серед генералітету Радянської армії висунулися такі маршали українського роду: Р. Малиновський, А. Єременко, К. Москаленко, маршал танкових військ П. Рибалко, генерал армії І. Черняхівський та С. Штеменко, генерал танкових військ А. Кравченко, генерал-полковник авіації Г. Кравченко, генерал-лейтенант І. Кожедуб та інші. Дехто з них мав високі посади, аж до міністра оборони СРСР (маршали Р. Малиновський і А. Гречко). У різні часи, вищий генералітет українського роду представляли: маршали авіації С. Руденко й В. Судець, ген. артилерії П. Батицький, А. Гетьман, І. Павловський та інші. Більше українських прізвищ зустрічається серед вищого політ. офіцерства та викладачів вищих військових шкіл. Поміж радянських космонавтів, є генерал-майори П. Попович, Г. Береговий, А. Леонов, А. Філіпченко, полковіники Г. Добровольський і П. Климчук, які народилися в Україні і тут же закінчили військові авіаційні школи.
Система військової освіти змінювалася по війні відповідно до змін у воєнній доктрині СРСР. Найвищою військовою школою залишалася Академія Генерального Штабу. Крім неї, було ще 16 академій різного роду військ, з яких одна є у Харкові — Національна академія Національної гвардії, а решта лишилася у Російській Федерації; до них приймають за вибором, і то лише офіцерів з вищою освітою. Вищу військ. освіту надавали «училища» та (деякі) інститути. 1973 року, їх було в СРСР 126, у тому числі 87 в Російській Федерації і 28 в Україні (серед них 6 авіаційних, 2 морські і 6 артилерійських). Термін навчання — 4 — 5 pp., випускники одержують рангу лейтенанта і часто диплом інженера. Освітній рівень офіцерства Радянської армії був досить високий: чверть з них має закінчену вищу освіту, майже половина — звання інженера.
За законом 1967 року, всі чоловіки, що досягали 18 років, були військовозобов'язаними. Служба тривала 2 роки (у флоті — 3); випускники вищих шкіл служили лише один рік. У 1980 році до закону були внесені зміни, згідно яких студенти вищих шкіл втрачали право на відтермінування призову до закінчення вишу, а ті кому вдавалось уникнути призову служили вже півтора роки, а не рік. Перед початком служби, призовник відбував військову підготовку в середній школі (з 9 класу), на фабриках і в колгоспах. По демобілізації, вояків запасу ще залучали до 35 років, на військово-польові збори 6 разів, а до 45 — ще 4 рази. Обліком військовозобов'язаних, проведенням призову та розподілом призовників до частин і таборів керували військові комісаріати (районні, міські, обласні). Призвані до війська, відбували службу, як правило, не на території своєї воєнної округи.
Радянська Армія мала близько 175 дивізій, половина з них у вигляді й стані, за штатами воєнного часу. Дивізії було розташовано на територіях військових округів, яких нараховувалось 15, у тому числі в Україні 3: Київський, Прикарпатський й Одеський. У Прикарпатському військовому окрузі було значне скупчення ракетних військ. Крім військових округів, на території Східної Європи було зосереджено ще 4 групи військ, до них входила 31 дивізія Радянської Армії. Чорноморський флот нараховував 65 кораблів і 25 підводних човнів (на всьому ВМФ відповідно їх було 240 і 340).
 — 4 — 5 pp., випускники одержують рангу лейтенанта і часто диплом інженера. Освітній рівень офіцерства Радянської армії був досить високий: чверть з них має закінчену вищу освіту, майже половина